# マシュマロ実験

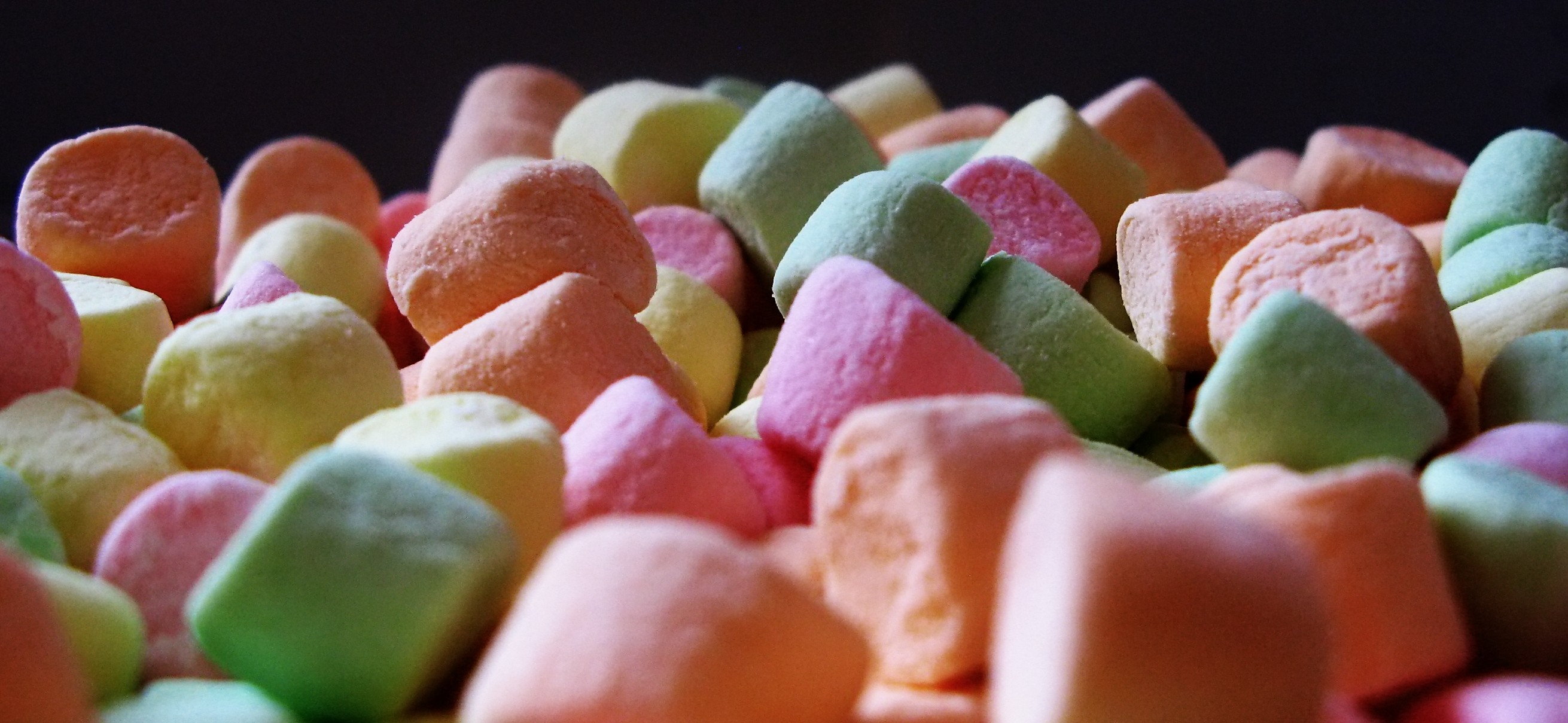
色付きマシュマロ

マシュマロ実験（ましゅまろじっけん、英: Stanford marshmallow experiment）とは、スタンフォード大学の教授である心理学者ウォルター・ミシェルによって1970年に行われた満足遅延に関する研究である。この研究では、子どもに対し、即時に得られる小さな報酬か、一定期間待った後に得られる2つの小さな報酬かを選択する機会が与えられた。この間、研究者は子どもをマシュマロ1つだけがある部屋に約15分間放置し、その後戻ってきた。もし子どもがマシュマロを食べなかった場合、その報酬はもう1つのマシュマロか、子どもの好みに応じてプレッツェルスティックであった。追跡調査において、研究者たちは、より長く好ましい報酬を待つことができた子どもたちは、SAT (大学進学適性試験)のスコア、教育達成度、ボディマス指数（BMI）、その他の生活指標など、より良い人生の結果を持つ傾向があることを発見した。元の研究よりも10倍以上大きな、より多様な人口からのサンプルによる再現の試みでは、元の研究の効果の半分しか示されなかった。この再現研究は、意志力ではなく経済的背景が残りの半分を説明したことを示唆した。マシュマロテストの予測力は2020年の研究で疑問視された。2018年と2024年に行われた研究では、マシュマロテストは「成人の機能を信頼性高く予測しない」ことが分かった。

## オリジナルのスタンフォード実験
満足遅延に関する最初の実験は、1970年にスタンフォード大学のウォルター・ミシェルとエッベ・B・エッベセンによって行われた。この研究の目的は、満足遅延のコントロール、つまり欲しいものを得るために待つ能力が子どもたちにいつ発達するかを理解することであった。当時行われていた研究のほとんどは、時間的展望や報酬の遅延などの分野での遅延報酬に関するもの、誘惑への抵抗、そして心理的障害に関するものであった。人間の社会的行動の分野ではあまり多くの研究が行われていなかった。著者らは、報酬の顕著性が増すほど、子どもたちが満足を遅延させる（または待つ）ことのできる時間が長くなるだろうという仮説を立てた。報酬が目の前に提示されたので、子どもたちは待っている理由を思い出させられた。（目の前にある）報酬への注目は、（より大きな報酬のために）彼らをより長く待たせるはずだった。
子どもたちは気が散るものが何もない部屋に連れて行かれ、そこでは彼らの選択した御馳走（2つのアニマルクッキーまたは5本のプレッツェルスティックのどちらか）がテーブルの上に置かれていた。研究者は子どもたちに、その御馳走を食べてもいいが、15分間誘惑に負けずに待つことができれば、2つ目の御馳走で報われると伝えた。ミシェルとエッベセンは、「（ある子どもたちは）手で目を覆い、腕に頭をのせ、その他同様の技術を使って報酬対象から目をそらした。多くの子どもたちは、自分自身の気晴らしを生み出すことで報酬遅延のフラストレーションを減らそうとしているようだった：彼らは自分自身と話し、歌い、手や足でゲームを発明し、待っている間に眠りにつこうとさえした - 一人は実際に成功した」と観察した。

### 参加者
この実験には32人の子どもが参加者として登録され、そのうち16人が男子、16人が女子であった。参加者はスタンフォード大学のビング・ナーサリー・スクールに通っていた。子どもたちの年齢は3歳6ヶ月から5歳8ヶ月の範囲であった。年齢の中央値は4歳6ヶ月であった。実験者が与えた指示や選択を理解できなかったため、3人の被験者は実験から除外された。

### 詳細な手順
手順は2人の実験者によって実施された。実験室のテーブルの上には不透明なケーキ缶が置かれていた。ケーキ缶の下には、5本のプレッツェルと2つのアニマルクッキーがあった。テーブルの前には2つの椅子があり、1つの椅子には空の厚紙箱があった。空の厚紙箱のある椅子の近くには、床の上に4つの電池式のおもちゃがあった。実験者は子どもがおもちゃで遊ぶ前に4つのおもちゃを指し示した。実験者は子どもに椅子に座るよう指示し、それから各おもちゃを簡単に紹介し、友好的な態度で後でそのおもちゃで遊ぶと言った。そして実験者は各おもちゃを厚紙箱に入れ、子どもの視界から隠した。実験者は子どもに部屋を離れる必要があり、もし子どもがプレッツェルを食べたら、実験者は部屋に戻ってくると説明した。これらの指示は、子どもが完全に理解するまで繰り返された。実験者は部屋を出て、子どもがプレッツェルを食べるのを待った - この手順を4回繰り返した。
そして実験者は実験室に戻り、ケーキ缶を開けて2セットの報酬（食べ物の形で）を明らかにした：5本のプレッツェルと2つのアニマルクラッカー。実験者は子どもにどちらが好きかを尋ねた。子どもが選択すると、実験者は子どもに、実験者が戻ってくるまでより好ましい報酬を待ち続けるか、または実験者を呼び戻すことで待つのをやめることができると説明した。もし子どもが待つのをやめたなら、子どもはより好ましくない報酬を受け取り、より好ましい報酬をあきらめることになる。
条件と子どもの好みの報酬に応じて、実験者はケーキ缶を持ち上げ、それと共に何も、報酬の一つ、または両方を持っていった。実験者は子どもが実験者を呼び戻すために合図をした場合すぐに、または15分後に戻ってきた。

### 結果
結果は当初予測されたものとは正反対のものを示した。報酬が将来の報酬に注意を向けるきっかけとなるのではなく、報酬そのものが子どもたちのフラストレーションを高め、最終的に満足の遅延を減少させた。結果は、欲しいもの以外のことを考えるだけでは効果的な遅延は達成されず、むしろフラストレーションを軽減する抑制的および回避的メカニズムに依存することを示しているようだった。

## スタンフォード・マシュマロ実験

### 目的
ミシェル、エッベセン、ツァイス（1972）によって行われた以下の研究は、好ましい報酬品としてマシュマロを使用したことから、一般的にスタンフォード・マシュマロ実験として認識されている。自己制御に関する以前の研究で得られた情報に基づいて、ミシェルらは、参加者が予想している報酬から注意をそらすあらゆる活動が、満足の遅延時間を増加させるだろうと仮説を立てた。顕在的な活動、内的認知、空想がこの自己気晴らしに役立つと期待された。このような気晴らしを通じて、被験者はフラストレーションの性質を持つ状況を心理的にあまり嫌悪的でないものに変換できるだろうとも仮説を立てた。彼らの期待を検証するために、研究者たちは参加者をテストするための3つの設定を考案した；顕在的活動、潜在的活動、またはまったく活動なし。
彼らは、顕在的および潜在的活動の下では満足の遅延が増加する一方、活動なしの設定では減少するだろうと予測した。子どもたちに与えられた指示を理解する能力を評価するために、実験では3つの理解度質問が尋ねられた；「教えてください、私が自分で戻ってくるのを待っていたら、何を食べることができますか？」、「でも、もしあなたが望むなら、どうやって私を戻らせることができますか？」、そして「もしあなたがベルを鳴らして私を戻らせたら、何が得られますか？」。複数の異なる条件の下で3つの異なる実験が実施された。

### 実験1

#### 参加者
参加者はスタンフォード大学のビング・ナーサリー・スクールの50人の子ども（男子25人と女子25人）で構成されていた。彼らの年齢は3歳6ヶ月から5歳6ヶ月の範囲であった。年齢の中央値は4歳6ヶ月であった。実験者によって与えられた指示を理解できなかったため、6人の被験者が除外された。
ホイットニー・ティルソン、後にヘッジファンドマネージャー、慈善家、著者、そして民主党の政治活動家となった人物は、この研究の参加者であった。

#### 手順
手順は1人の男性と1人の女性の実験者によって実施された。テスト条件の間、男性実験者は3人の男子と2人の女子の参加者とセッションを行い、女性実験者は3人の女子と2人の男子の参加者とセッションを行った。テストが行われた小さな部屋には、実験者と子どもの間に障壁を備えたテーブルがあった。テーブルの上、小さな障壁の後ろには、不透明なケーキ缶の中に小さなマシュマロとプレッツェルスティックが入っていて、スリンキーのおもちゃがあった。障壁付きのテーブルの隣には、子どもから見える電池式および手動式おもちゃの入った箱を含む別のテーブルがあった。小さな部屋の壁の一つには椅子、別のテーブル、そしてデスクベルがあった。
実験1では、子どもたちは次の条件の下でテストされた：(1)外部気晴らし（おもちゃ）を伴う遅延報酬を待つ、(2)内部気晴らし（観念形成）を伴う遅延報酬を待つ、(3)遅延報酬を待つ（気晴らしなし）、(4)報酬遅延待機条件なしでの外部気晴らし（おもちゃ）、および(5)報酬遅延条件なしでの内部気晴らし（観念形成）。

### 実験2

#### 参加者
参加者はスタンフォード大学のビング・ナーサリー・スクールの32人の子どもで構成されていた。彼らの年齢は3歳9ヶ月から5歳3ヶ月の範囲であった。平均年齢は4歳9ヶ月であった。指示を理解できなかったか、実験者を待っている間に報酬対象の一つを食べてしまったため、6人の被験者が研究から除外された。

#### 手順
実験2は認知の実質的内容がその後の遅延行動にどのように影響するかに焦点を当てた。実験2の条件は実験1と同じであったが、3つの理解度質問が子どもたちに尋ねられた後、実験者が待っている間に考えるアイデアを提案したという点が異なった。これらの提案は、研究の中で「食べ物報酬について考える」指示と呼ばれている。これらは、満足遅延期間中に被験者にさまざまなタイプの観念形成を誘発することを意図していた。

### 実験3

#### 参加者
参加者は16人の子ども（男子11人と女子5人）で構成されていた。彼らの年齢は3歳5ヶ月から5歳6ヶ月の範囲であった。平均年齢は4歳6ヶ月であった。

#### 手順
実験3では、実験1と実験2のすべての条件と手順は同じであったが、子どもたちが待っている間、報酬アイテムが見えなかったという点が異なっていた。以前の実験では、両方の報酬対象が遅延期間中に子どもたちに直接利用可能であった。この条件の変更を達成するために、子どもたちには食品アイテムを新鮮に保つ必要があると伝えられた。マシュマロとプレッツェルスティックは不透明なケーキ缶の下に置かれ、テーブルの下の子どもの視界から隠された。この実験では、実験2と同じ「食べ物報酬について考える」が子どもたちに与えられた。

### 全体的な結果
3つの別々の実験は多くの重要な発見を示している。効果的な満足の遅延は、報酬が届くのを待っている間に報酬対象の認知的回避または抑制に大きく依存している。さらに、子どもたちが不在の報酬について考えたとき、報酬アイテムが直接彼らの前にあったときと同じように満足を遅延させることが困難であった。逆に、実験の子どもたちが報酬を待ち、それが視覚的に存在しなかったとき、彼らはより長く待つことができ、好ましい報酬を得ることができた。スタンフォード・マシュマロ実験が重要である理由は、効果的な遅延が単に私たちが欲しいもの以外のことを考えることによって達成されるのではなく、むしろフラストレーションを軽減する抑制的および回避的メカニズムに依存することを示したからである。
望ましい報酬を待つフラストレーションは、著者らが子どもたちの行動を描写するときに巧みに示されている。「彼らは静かな歌を作り...腕に頭を隠し、足で床を叩き、信号ベルといたずらっぽく遊び、条件関係を言葉にし...天井に祈り、などなど。劇的に効果的な自己気晴らし技術の一つでは、明らかに多くの動揺を経験した後、ある小さな女の子は頭を休め、だらりと座り、リラックスし、そして健全な睡眠に落ちた。」

## 追跡調査
追跡調査において、ミシェルはマシュマロ実験の結果と、何年も後の子どもたちの成功の間に予期せぬ相関関係を発見した。1988年の最初の追跡調査では、「自己課題の遅延パラダイムでより長く満足を遅延させた就学前の子どもたちは、10年以上後に親によって、有意に能力のある青年として描写された」ことが示された。
1990年の第二の追跡調査では、満足を遅延する能力が高いSATスコアとも相関していることが示された。
ミシェルが貢献した2006年の論文は、クッキーを受け取るために遅延する能力（4歳時）とゴー・ノーゴー課題における反応時間に関する類似の実験を報告している。
2011年の脳画像研究では、オリジナルのスタンフォード参加者が中年に達したときのサンプルを調査し、遅延時間が長い人と短い人の間で、魅力的な誘惑に対する反応をコントロールしようとしているときに、2つの領域で重要な違いがあることを示した：前頭前皮質（高遅延者ではより活発）と線条体（低遅延者ではより活発）。
ロチェスター大学での2012年の研究（より小さなN= 28）では、子どもたちを2つのグループに分けて実験を変更した：1つのグループはマシュマロテストが実施される前に約束が破られ（信頼できないテスター群）、2番目のグループはマシュマロテストの前に約束が果たされた（信頼できるテスター群）。信頼できるテスター群は、信頼できないテスター群よりも最大4倍長く（12分）2番目のマシュマロが現れるのを待った。著者らは、自己制御は待つ能力を予測するはずであり、意味があるときに戦略的に待つことを予測するものではないため、これが子どもたちのパフォーマンスの重要な要因としての自己制御の元の解釈に疑問を投げかけると主張している。スタンフォードでのマシュマロ実験の前に、ウォルター・ミシェルは、約束された遅延報酬が実際に届くという子どもの信念が、遅延を選択する重要な決定要因であることを示していたが、彼の後の実験ではこの要因を考慮に入れず、また生活の成功との相関関係を報告する際に信頼性に関する信念の個人差を制御しなかった。
ミシェルと彼の同僚がスタンフォード大学で行った研究では、実験者が戻ってくるという信頼を確立するために、「マシュマロテスト」の開始時に子どもたちはまずベルを鳴らして実験者を呼び戻すゲームに参加した；実際の待機部分の実験は、子どもたちが実験者が約束を守ることを明確に理解した後にのみ開始された。スタンフォード大学のビングスクールでのオリジナルの研究の参加者は、待った後に報酬を受け取ることに疑いを持っておらず、より望ましい報酬のために待つことを選択したようだ。しかし、ミシェルの初期の研究では、子どもたちが遅延された結果を確実に受け取ることができない他の多くの状況があることが示された。そのような状況では、遅延報酬を待つことは適応的な反応ではないかもしれない。
ワッツ、ダンカン、クアンの2018年の概念的再現は、行動上の問題との統計的に有意でない相関関係を多く示したが、15歳時の学力テストとの有意な相関関係を示した。これらの効果はオリジナルの実験よりも低く、初期の認知能力と行動、家族背景、家庭環境を制御するとさらに減少した。
カリフォルニア大学の2020年の研究では、「評判管理」が実験において重要な役割を果たしていることが示された。
2021年に学術誌「王立協会紀要B」で発表された研究結果によると、ウッズホール海洋生物学研究所の研究者らは、改造版のマシュマロテストに合格できるコウイカ目（Sepia officinalis）について記述した。頭足類は「未来志向の採餌」に従事し、実験の9ヶ月齢のコウイカは50〜130秒の遅延を耐えることができ、チンパンジーやカラスのパフォーマンスに匹敵した。自己制御の優れた個体は、学習テストでもより高い認知を示した。
2022年に「心理科学」で発表された論文では、文化的な違いがマシュマロテストに影響を与える可能性があることが判明した。この研究は日本とアメリカの子どもたちを評価し、各子どもにマシュマロまたは包装されていない贈り物が与えられ、2つ目を得る前に遅延があった。結果は、日本のグループが別のマシュマロをより長く待った一方、アメリカのグループは包装されていない贈り物で優れていることを示した。著者らは、これは文化がどのように対照的であるかによるものだと主張した。日本では、人々は年間を通じて待つことなく贈り物をすることが多いのに対し、アメリカでは誕生日などの特定の機会にプレゼントを開けることを控えている。さらに、日本の参加者の親は、アメリカの対応者と比較して、子どもたちに食事のために長く待たせることを報告した。
2024年の研究はワッツらのアプローチを拡張し、「マシュマロテストのパフォーマンスは成人の結果を信頼性高く予測しない」ことを発見した。